# Tetleyus lissotetus
Tetleyus lissotetus är en rundmaskart som beskrevs av Dale 1966. Tetleyus lissotetus ingår i släktet Tetleyus och familjen Thelastomatidae. Inga underarter finns listade i Catalogue of Life.